# El cuervo, escalera al cielo
The Crow: Stairway to Heaven es una serie de televisión dramática sobrenatural canadiense creada por Bryce Zabel. Se emitió originalmente del 25 de septiembre de 1998 al 22 de mayo de 1999, y constaba de solo 22 episodios.
La serie se basó en la película de 1994 The Crow, que a su vez se basó en la serie de cómics de 1989 de James O'Barr del mismo nombre. Fue protagonizada por Mark Dacascos como el protagonista, Eric Draven.

## Personajes

### Principales
- Eric Draven / The Crow (interpretado por Mark Dacascos): Eric Draven fue el guitarrista principal de la banda de rock Hangman's Joke. Exactamente un año después de su asesinato y la violación / asesinato de su prometida, Shelly, a manos de T-Bird y su tripulación, regresa de entre los muertos. Imbuido de poderes regenerativos, mayor fuerza e inmortalidad. Él busca "arreglar las cosas equivocadas", y finalmente regresar a Shelly y pasar a la Tierra de los Muertos.
- Detective Daryl Albrecht (interpretado por Marc Gomes): Albrecht era el detective que encabezaba la investigación del asesinato de Draven-Webster, e inicialmente piensa que Eric pudo haber sido responsable de la muerte de Shelly, y luego fingió la suya propia para escapar de la justicia. A medida que avanza la serie, comienza a confiar y hacerse amigo de Eric, hasta que se convierte en un aliado en su búsqueda de la redención, incluso a riesgo de dañar su propia carrera.
- Shelly Webster (interpretada por Sabine Karsenti): Shelly era una fotógrafa, asesinada por el equipo de T-Bird después de ser atrapada en el lugar equivocado en el momento equivocado. Después de que Eric es enviado de regreso a la Tierra de los Vivos, ella lo espera, sin estar dispuesta a pasar a la Tierra de los Muertos sin él.
- Sarah Mohr (interpretada por Katie Stuart): Argumentativa y testaruda, Sarah es una niña de 13 años con una educación dura. Se hace amiga de Eric y Shelly, quienes se convirtieron en figuras parecidas a sus padres para ella antes de sus asesinatos. Ella se convierte en la amiga más cercana de Eric después de su regreso, ayudándolo en todo lo que puede.

### Secundarios
- Darla Mohr (interpretada por Lynda Boyd): Darla es la madre de Sarah y trabaja en la recepción del distrito de Albrecht. Alcohólica en recuperación, su relación con su hija a veces es tensa.
- Teniente David Vincennes (interpretado por Jon Cuthbert): Vincennes es el jefe de Albrecht. Comparten una estrecha amistad, aunque Vincennes "sigue las reglas" y sospecha de la relación de Albrecht con Draven.
- Jessica Capshaw (interpretada por Christina Cox): Cuando la relación de Albrecht con Draven comienza a levantar las cejas entre sus superiores, Capshaw es contratado como su nueva pareja. Joven e inexperta, a menudo Albrecht la deja al margen.
- Jason ''Top Dollar'' Danko (interpretado por John Pyper-Ferguson): El gerente del club nocturno Blackout, Top Dollar, llevó a cabo asesinatos por contrato para Mace Reyes usando a T-Bird y su equipo como músculo antes de que Draven regresara y los cerrara. Después del regreso de Draven, Top Dollar se obsesiona con obtener el poder de un cuervo y persigue a Draven para ser asesinado por él en busca de convertirse en un cuervo. Después de ser asesinado por Eric Draven, aparece como un fantasma y manifiesta poderes sobrenaturales; esperando hasta que llegue el momento, podrá regresar como una serpiente.
- T-Bird (interpretado por John Tench): el líder de una banda de criminales que sirven como músculo para las operaciones criminales de Top Dollar. Él lidera la pandilla para matar a Eric y Shelley.
- India Reyes (interpretada por Julie Dreyfus): India era la administradora del Blackout antes de que lo comprara Mace Reyes, con quien se casó. Más tarde, retoma su antiguo papel, con la esperanza de que el club vuelva de su oscuro pasado.
- Shea Marino (interpretada por Gaetana Korbin): Shea es una empleada del Blackout, que alberga al menos una atracción física por Draven, si no más. Es en el curso de ayudarla a escapar de las atenciones de su abusivo exmarido lo que realmente llama la atención de la ley sobre Draven.
- Cordelia Warren (interpretada por Suleka Mathew): novia de Albrecht y fiscal de distrito de Port Columbia, Cordelia es obstinada e intolerante con el tipo de tácticas de estilo justiciero que utiliza Draven. La amistad de Albrecht con Draven finalmente causa problemas entre él y Cordelia.
- George 'Funboy' Jamieson (interpretado por Ty Olsson): uno de los miembros del equipo de T-Bird, Funboy era el novio de Darla hasta el regreso de Draven. Incluso después de encontrar la religión y arrepentirse de sus pecados, se encuentra como un peón que trabaja contra Draven. Más tarde fue asesinado por la versión oscura del Cuervo.
- Mark 'Tin-Tin' Tremayne (interpretado por Darcy Laurie): Uno de los secuaces de T-Bird. Él es quien usa sus cuchillos arrojadizos para atacar a Eric Draven en el callejón. Se junta con la pandilla.
- Skull Cowboy (interpretado por Kadeem Hardison): Críptico con un sentido del humor negro, Skull Cowboy es un guía en la Tierra de los Vivos para todas las "pobres almas" como Draven que se encuentran en el limbo entre la vida y la muerte. Aunque es un espectador en su mayor parte, permitiendo que cada curso de acción se desarrolle por sí solo, está dispuesto a involucrarse en ciertas situaciones.
- Hannah Foster / Talon (interpretada por Bobbie Phillips): Al igual que Draven, Hannah ha regresado de la muerte para corregir las cosas equivocadas. Sin embargo, a diferencia de Draven, ella lucha constantemente entre la necesidad de redención y su ansia de venganza contra los hombres que la asesinaron a ella y a su hija. Incluso después, sus métodos son mucho más crueles que los de Draven.

### Invitados
- Mark Rolston como Mace Reyes, un hombre de negocios corrupto y una serpiente.
- Glenn Morshower como el agente Falcon, un agente corrupto del FBI que trabaja para la mafia.
- John Hawkes como Jake Thompson, un motociclista acrobático suicida.
- Corey Feldman como Chris Draven, el medio hermano separado de Eric.
- Anthony Michael Hall como Reid Truax, un asesino en serie.

## Sinopsis
Exactamente un año después de ser brutalmente asesinado, el músico de rock Eric Draven regresa a la Tierra, en busca de una manera de corregir lo que estaba mal y reunirse con su alma gemela desaparecida Shelly Webster. Guiado por un cuervo espiritual místico, no está ni vivo ni muerto, y posee extraños poderes nuevos para ayudarlo en su búsqueda de venganza que, en última instancia, debe convertirse en una búsqueda de redención.

## Episodios
| N.º | Título                          |
| --- | ------------------------------- |
| 1 | "El alma no puede descansar"    |
| Un año después de que él y su prometida Shelly Webster fueron asesinados, Eric Draven regresa como Cuervo para vengarse del líder de la pandilla Top Dollar y sus secuaces T-Bird, Tin Tin y Funboy.                                                                                               |                                 |
| 2 | "Souled Out"                    |
| Eric persigue al hombre que contrató a Top Dollar, el corrupto empresario Mace Reyes, que secretamente es una serpiente, una versión malvada de un cuervo. |                                 |
| 3 | "Consigue una vida"             |
| Después de que una mujer muere en un tiroteo, el espíritu de Shelly le pide a Eric que encuentre al asesino y limpie el nombre del exnovio de la víctima, Gil. |                                 |
| 4 | "Como si fuera 1999"            |
| Cuando uno de sus amigos se une a una pandilla anárquica, Sarah se infiltra en ella para salvarlo, solo para terminar siendo hecha prisionera por el líder del grupo, Shane Gant. |                                 |
| 5 | "Voces"                         |
| Eric intenta ayudar a Jesse Hickock, el médium de un carnaval visitante cuyos poderes están siendo explotados con fines criminales por el inescrupuloso maestro de ceremonias Doc Connell. |                                 |
| 6 | "La venganza de la soledad"     |
| Greg Kessler, un asesino que Albrecht arrestó, sale de prisión y captura a Albrecht, a quien comienza a cazar por deporte en una isla abandonada frente a la costa de Port Columbia. |                                 |
| 7 | "Reacción tardía"               |
| La identidad de Shelly es robada por una mujer que huye de un agente corrupto del FBI que trabaja para la mafia. |                                 |
| 8 | "Dame la muerte"                |
| Top Dollar se escapa de un manicomio y se desenfrena, con la intención de obligar a Eric a matarlo con la creencia de que esto le dará los poderes de un Cuervo. |                                 |
| 9 | "Antes de despertar"            |
| Eric, abatido, se somete a una forma experimental de hipnosis para intentar ponerse en contacto con Shelly y, en cambio, acaba siendo poseído por el espíritu de un Cuervo anterior llamado Pluma Negra.                                                                                           |                                 |
| 10 | "Deseo de muerte"               |
| Eric se hace amigo del motociclista acrobático suicida Jake Thompson a instancias del fantasma del hijo pequeño de Thompson, Casey. Mientras trabaja para reunir a los dos, Eric descubre un complot para asesinar a Thompson.                                                                     |                                 |
| 11 | "A través de un círculo oscuro" |
| Un ritual oculto que Eric realiza en un intento de llegar a Shelly invoca accidentalmente el espíritu del asesino en serie ejecutado Richard Lee Wilbanks, cuyos poderes demoníacos pueden dañar incluso a Eric.                                                                                   |                                 |
| 12 | "Divulgación"                   |
| The Blackout es comprado por el desarrollador inmobiliario corrupto Frank Moran, el marido abusivo de la amiga de Eric, Shea. Eric se infiltra y desmantela la organización de Moran para Albrecht, quien se ve obligado a entregar a Eric a Asuntos Internos .                                    |                                 |
| 13 | "La gente contra Eric Draven"   |
| Eric es juzgado por el asesinato de Shelly Webster. |                                 |
| 14 | "Es una muerte maravillosa"     |
| Encarcelado después de ser declarado culpable del asesinato de Shelly, Eric es colocado en un bucle temporal imposible de ganar de la noche en que murió por el Skull Cowboy después de desear: "Lo que realmente quiero es estar de vuelta con Shelly antes de que comience toda esta pesadilla". |                                 |
| 15 | "Pájaros del mismo plumaje"     |
| Después de ser absuelto del asesinato de Shelly, Eric conoce a la Doctora Hannah "Talon" Foster, una nueva Cuervo que fue asesinada junto a su hija, Rebecca. |                                 |
| dieciséis | "Nunca digas morir"             |
| Un criminal ruso trastornado usa un manuscrito maldito, cuatro asesinatos rituales y el poder que reside dentro del loft de Eric para convertirse en el anfitrión del espíritu maligno de Rasputin .                                                                                               |                                 |
| 17 | "Levantamiento de Lazaro"       |
| Eric se convierte en el sujeto de prueba involuntario del Grupo Lazarus, una antigua sociedad secreta cuyo líder, Frederick Balsam, busca alcanzar la inmortalidad transfiriendo su mente al cuerpo de un Cuervo.                                                                                  |                                 |
| 18 | "Hora de cierre"                |
| Actuando a través de un agente llamado Soleil Hazard, Top Dollar usa una melodía mística para cautivar a Eric y al rehabilitado Funboy. |                                 |
| 19 | "El camino no tomado"           |
| Eric y Hannah rompen una red de tráfico de personas y rescatan a una bebé llamada Celia Meyers. |                                 |
| 20 | "Guardián del hermano"          |
| Guiado por el espíritu de su padre, Eric tiene un reencuentro incómodo con su atribulado hermanastro Chris, quien oculta dinero a la mafia. |                                 |
| 21 | "Dead to Rights"                |
| Como un asesino en serie que se dirige específicamente a los oficiales de policía y se vuelve loco en Port Columbia, Eric comienza a encontrar cada vez más difícil controlar sus acciones como Cuervo.                                                                                            |                                 |
| 22 | "Una tormenta que se avecina"   |
| Después de adquirir un nuevo cuerpo, Frederick Balsam asesina a todos los demás miembros del Grupo Lazarus y utiliza un ritual oscuro para separar a Eric y el Cuervo, que secuestra a Shelly, que había sido enviada por el Cielo para tratar de salvar al ahora impotente Eric.                  |                                 |

## Producción

### Locaciones de filmacion
La producción tuvo lugar en Vancouver, Columbia Británica y sus alrededores, que en la serie se denominó Port Columbia. Se filmaron varias escenas dentro de los pisos superiores de la Torre del Sol y en el Museo de Minería de BC en Britannia Beach.

### Música
Al igual que con cada una de las adaptaciones cinematográficas y el cómic original, la música underground jugó un papel clave en el programa. Bandas como Econoline Crush y Mudgirl hicieron apariciones especiales en el programa, mientras que la música original incluyó pistas de Rob Zombie, The Crystal Method, Delerium, Bif Naked, The Painkillers, (Oleander y Xero). Dos pistas del álbum de 1998 de Peter Himmelman Love Thinketh No Evil, "Fly So High" y "Seven Circles", fueron regrabados para su uso por la banda de Eric Draven, Hangman's Joke, y esta última canción se convirtió en un punto importante de la trama durante los primeros episodios de la serie.

### Accidentes
Una explosión de efectos especiales salió mal durante la filmación el 15 de agosto de 1998, cuando el especialista Marc Akerstream fue golpeado en la cabeza y murió por los escombros voladores.

### Cancelación
A pesar de las críticas positivas y las calificaciones decentes, la serie fue cancelada después de una temporada en junio de 1999, cuando Polygram se vendió a Universal Pictures, que decidió no continuar Stairway to Heaven. Los productores planearon hacer una película para televisión para resolver los principales cabos sueltos del suspenso al final del episodio final, pero nunca se materializó.

## Transmisión
En 1999 y 2000, la serie se emitió ampliamente en The Sci-Fi Channel en los Estados Unidos y el Reino Unido. En marzo de 2010, CBS Action en el Reino Unido emitió la serie.

## Lanzamientos de DVD
El 17 de marzo de 2005, los 22 episodios se lanzaron en una caja de DVD de 5 discos en Europa central a través del distribuidor holandés A-Film. El set presenta el tráiler de la transmisión original, un reportaje detrás de escena y fragmentos de entrevistas con los miembros del elenco Mark Dacascos, Marc Gomes, Sabine Karsenti, Katie Stuart y John Pyper-Ferguson, el coordinador de lucha James Lew, el manejador de cuervos Dave Sousa, el director de fotografía Attila Szaly y los productores ejecutivos Bryce Zabel y Brad Markowitz.
2005 también vio un lanzamiento básico de la serie en Australia en seis discos en dos volúmenes a través de Warner Bros.; este lanzamiento fue precedido por un disco sencillo aún más básico a través de Magna Pacific que incluía el piloto y dos episodios extra.
El 24 de julio de 2007, Arts Alliance America lanzó The Crow: Stairway to Heaven - The Complete Series en un DVD de 5 discos en la Región 1 (solo en Estados Unidos). Este conjunto presenta una amplia gama de características especiales que incluyen comentarios, una galería de fotos y un rollo de broma.
El 15 de febrero de 2011, Alliance Home Entertainment lanzó The Complete Series en DVD solo en Canadá.

## Premios y nominaciones
| Año  | Otorgar     | Categoría                                      | Candidato           | Resultado | Árbitro |
| ---- | ----------- | ---------------------------------------------- | ------------------- | --------- | ------- |
| 1999 | Premios Leo | Mejor fotografía en una serie dramática        | Attila Szalay       | Nominado  | [ 9 ]   |
| 1999 | Premios Leo | Mejor edición de imagen en una serie dramática | Richard A. Schwadel | Nominado  | [ 9 ]   |